# 红桥区
红桥区是中华人民共和国天津市的市辖区，面积为21.3平方公里。地处天津城区西北部位于海河支流子牙河北岸，因横跨子牙河上的大红桥而得名。古代天津城市的雏形就今红桥区内。 區人民政府駐勤儉道202號。

## 行政区划

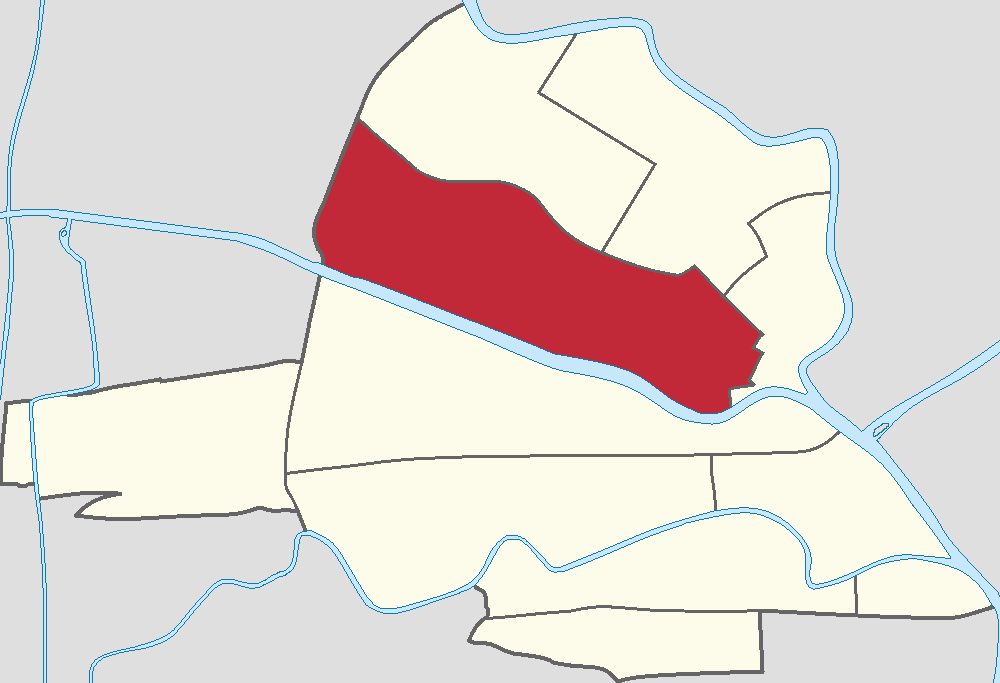
红桥区行政区划图，红色地区为区政府所在地--西于庄街道

红桥区下辖9个街道办事处：
西于庄街道、咸阳北路街道、丁字沽街道、西沽街道、三条石街道、邵公庄街道、芥园街道、铃铛阁街道和和苑街道。

## 人口

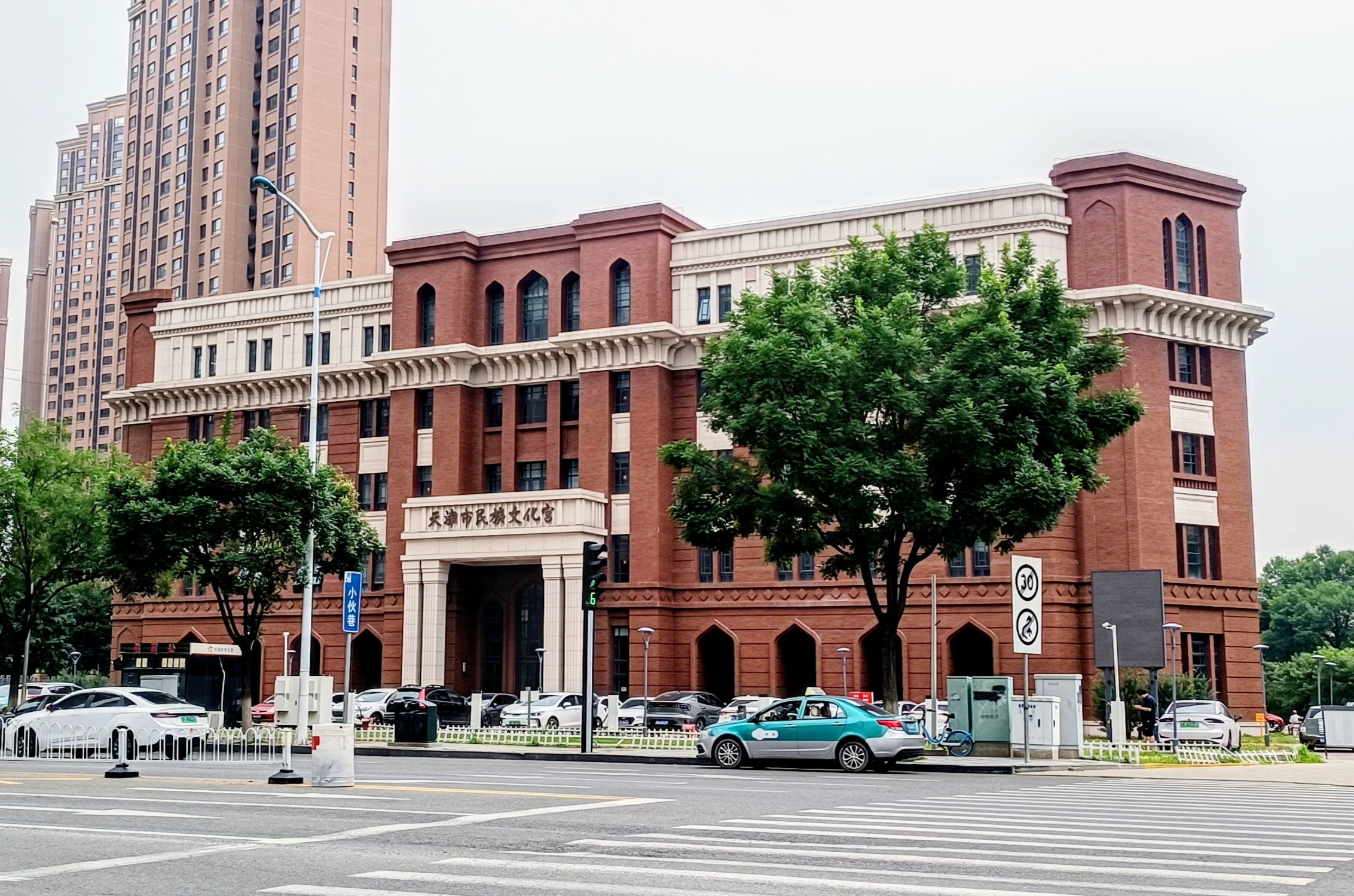
天津市民族文化宫

根据(中国)天津市2020年第七次全国人口普查主要数据公报显示：红桥区常住人口为483130人，男性占比50.02%，女性占比49.98%，年龄结构中0-14岁占比10.54%，15-59岁占比58.73%，60岁以上占比30.73%，65岁以上占比20.47%。

## 全国重点文物保护单位
- 义和团吕祖堂坛口遗址
- 北洋大学堂旧址
- 天津西站主楼
- 谦祥益绸缎庄旧址

## 教育机构
目前，坐落于红桥区的院校有：
- 河北工业大学

## 内部链接
- 大红桥

## 相关链接
- 红桥区政务网